# Burt Young
Burt Young (født 30. april 1940, død 8. oktober 2023 i Los Angeles) var en amerikansk skuespiller, maler og forfatter. Han er bedst kendt for sin oscarnominerede rolle som Sylvester Stallones svoger og ven Paulie i Rockyfilmene.
Young blev født Richard Morea, i Queens, New York, som søn af Josephine og Michael. Han blev undervist af Lee Strasberg på Actor's Studio. Young fik en datter ved navn Anne Morea.

## Eksterne links
- Burt Young på Internet Movie Database (engelsk)
- Burt Young på Filmdatabasen
- Burt Young på Scope
- Burt Young på Svensk Filmdatabas (svensk)
- Burt Young på AlloCiné (fransk)
- Burt Young på AllMovie (engelsk)
- Burt Young på Rotten Tomatoes (engelsk)
- Burt Young på The Movie Database (engelsk)
- Burt Young på Internet Broadway Database (engelsk)